# Shrapnel

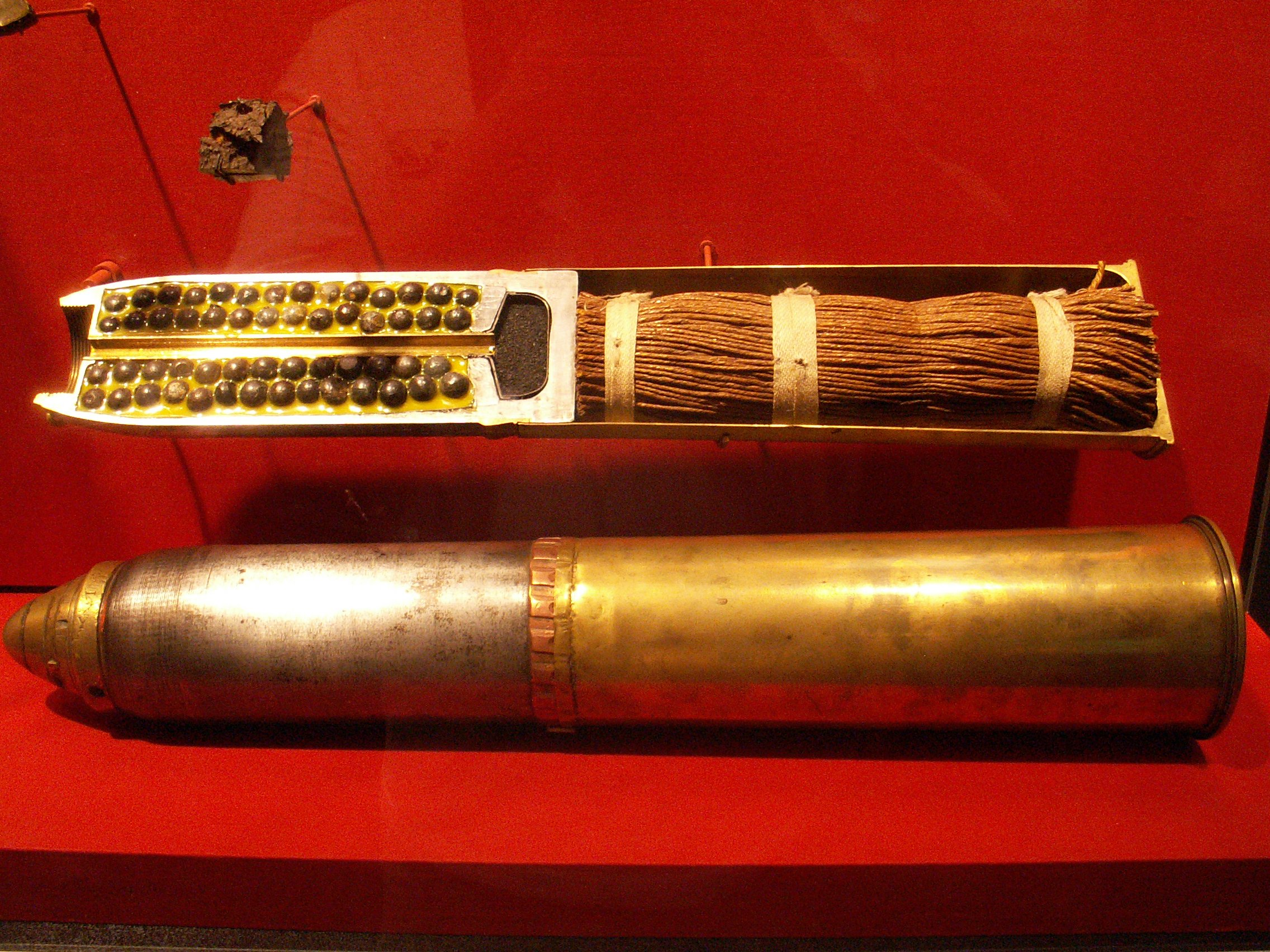
Un proiettile Shrapnel britannico risalente alla prima guerra mondiale

Lo shrapnel è un tipo di proiettile per artiglieria, il cui nome deriva dall'inventore che lo mise a punto nel 1784, il tenente britannico Henry Shrapnel.

## Caratteristiche

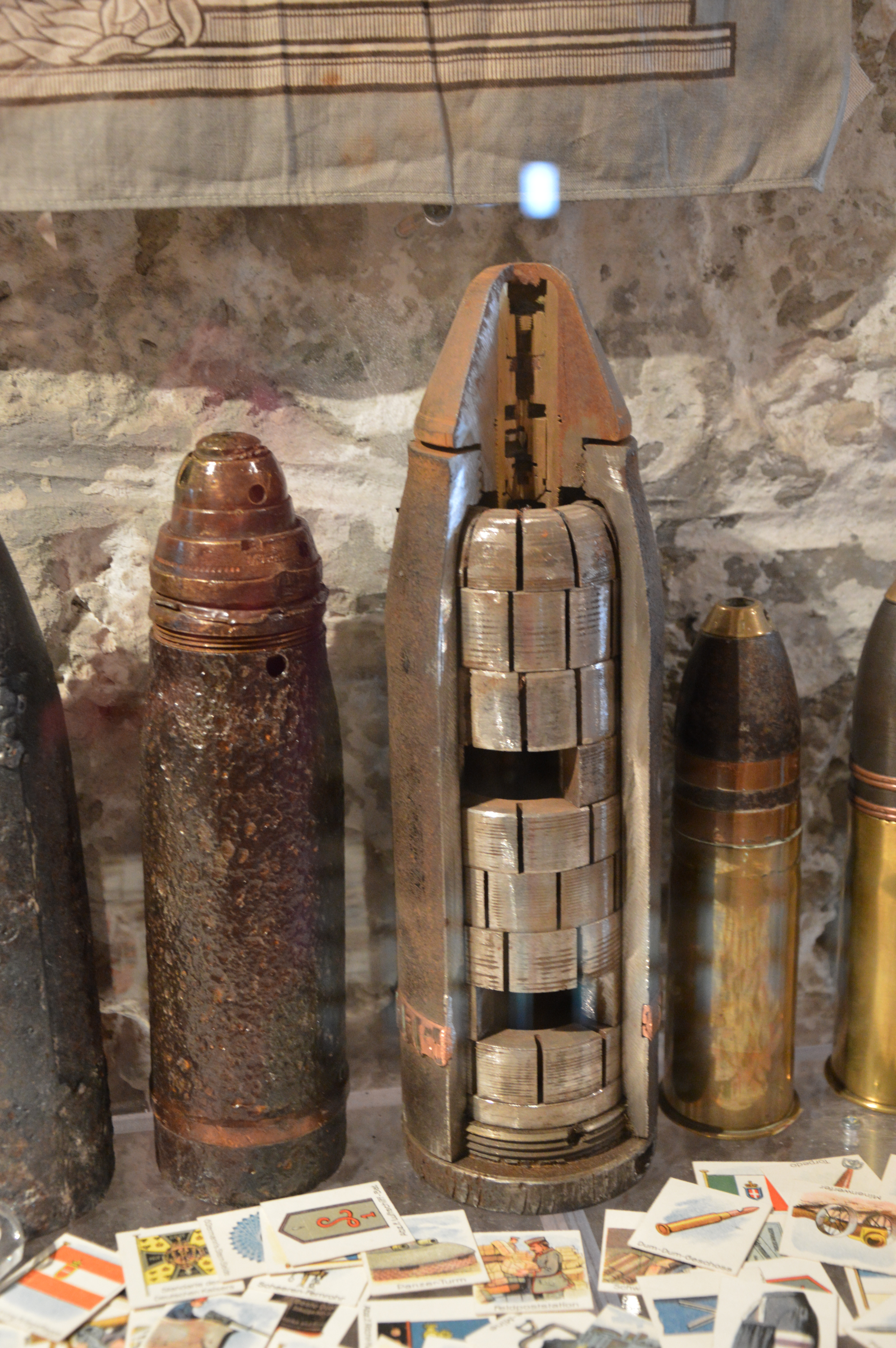
Proiettili Shrapnel utilizzati sul fronte alpino durante la prima guerra mondiale - Museo Tre Sassi - Passo di Valparola (Belluno)

Il proiettile Shrapnel per la precisione non è l’ordigno, bensì una piccola pallottola situata al suo interno.
L’invenzione di Shrapnel infatti consisteva in un colpo di cannone cavo ripieno di esplosivo e di piccoli pallini, che al momento dell’esplosione sarebbero stati scagliati tutt’intorno al luogo dell’esplosione. L’invenzione di Shrapnel ebbe subito un grande successo e quasi tutti gli eserciti dell’epoca la adottarono durante la prima guerra mondiale.
Per rendere l’esplosione il più letale possibile l’ordigno sarebbe dovuto esplodere in aria direzionando la scarica di pallottole verso il basso. Questo fu possibile a seguito del cambio del tipo di innesco, che passò dalla semplice miccia alla spoletta. Il tipo di spoletta più utilizzato fu l’M99. La spoletta, gergalmente detta "testa", aveva due tipi di innesco differenti: tempo e percussione/impatto. La spoletta infatti era un vero e proprio meccanismo ad orologeria che poteva essere regolato per mettere a punto il tempo e la distanza di lancio a cui i soldati volevano che il proiettile esplodesse. Per quel che riguarda invece l’innesco ad impatto, quest’ultimo fu ideato per evitare che il mancato funzionamento del primo tipo di innesco (tempo) portasse alla non esplosione della bomba; la deflagrazione (anche se con minori effetti) era comunque garantita a seguito dell’aggiunta di questo secondo tipo di innesco.
Questo tipo di innesco si rivelò inoltre molto utile nelle battaglie di montagna: infatti l’ordigno, colpendo le rocce, sarebbe esploso provocando non solo la fuoriuscita delle pallottole dal bicchiere (corpo della bomba), ma producendo anche un grande numero di schegge di roccia che avrebbero reso ancora più letale il colpo. Al momento selezionato l’accenditore, attivato dalla spoletta, incendia la polvere nera contenuta nel canale di vampa e quindi la polvere contenuta nella camera di scoppio. A seguito dell’esplosione il fondello verrà spinto verso l’alto provocando l’uscita delle pallottole dalla bomba. C’è un particolare motivo per cui è stata scelta proprio la polvere nera, ovvero che quando esplode rilascia una “nuvola” bianca, che permette di individuare la zona dell’esplosione per poterla poi correggere.
Il suo primo uso in guerra risale al 1808 quando fu usato dall'Inghilterra durante la battaglia di Vimeiro, ma fu usato moltissimo anche nel corso della prima guerra mondiale, durante la Seconda e durante la guerra in Vietnam.

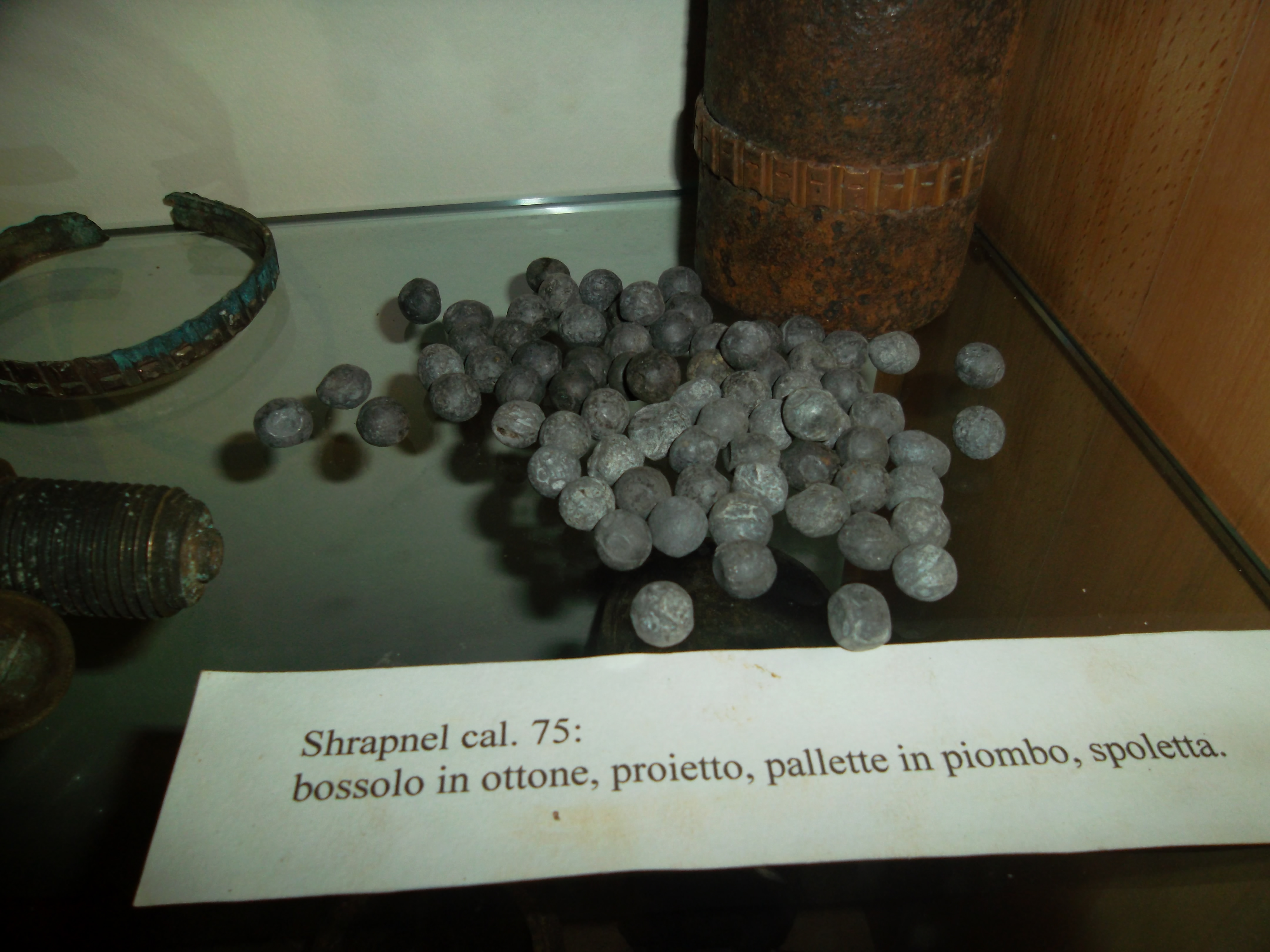
Shrapnel in parti